# Louâtre
Louâtre ist eine französische Gemeinde mit 189 Einwohnern (Stand: 1. Januar 2022) im Département Aisne in der Region Hauts-de-France (frühere Region: Picardie). Sie gehört zum Arrondissement Soissons und zum Kanton Villers-Cotterêts.

## Geographie
Die Gemeinde Louâtre liegt am Flüsschen Savières, rund zwölf Kilometer östlich von Villers-Cotterêts am Ostrand des Domänenforsts Forêt de Retz. Im Westen wird Louâtre von der Bahnstrecke La Plaine–Hirson tangiert. Nachbargemeinden von Louâtre sind Longpont im Norden, Villers-Hélon im Nordosten, Billy-sur-Ourcq im Osten, Chouy und Faverolles im Süden sowie Montgobert und Corcy im Westen.

## Bevölkerungsentwicklung
| Jahr                       | 1962 | 1968 | 1975 | 1982 | 1990 | 1999 | 2006 | 2013 | 2022 |
| Einwohner                  | 253  | 197  | 169  | 191  | 203  | 216  | 212  | 205  | 189  |
| Quellen: Cassini und INSEE |      |      |      |      |      |      |      |      |      |

## Sehenswürdigkeiten
- Kirche Saint-Rémy aus dem 12. Jahrhundert, seit 1921 als Monument historique klassifiziert (Base Mérimée PA00115794).
- Schloss Louâtre, teils aus dem 16. Jahrhundert, 1928 als Monument historique eingetragen (Base Mérimée PA00115793).
- zwischen 1550 und 1560 errichtetes Herrenhaus (Manoir), 1928 als Monument historique eingetragen (Base Mérimée PA00115795).

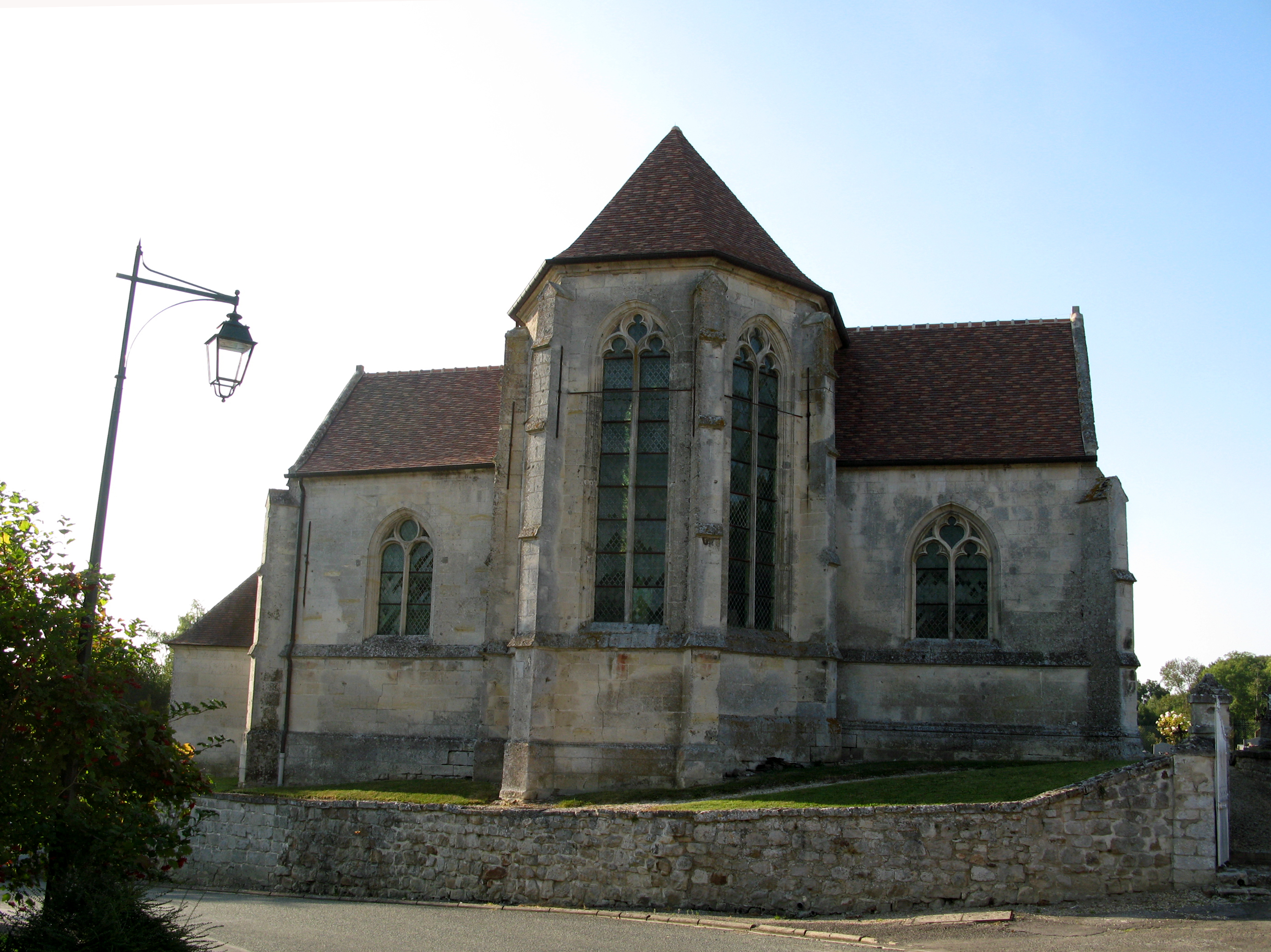
Kirche Saint-Rémy
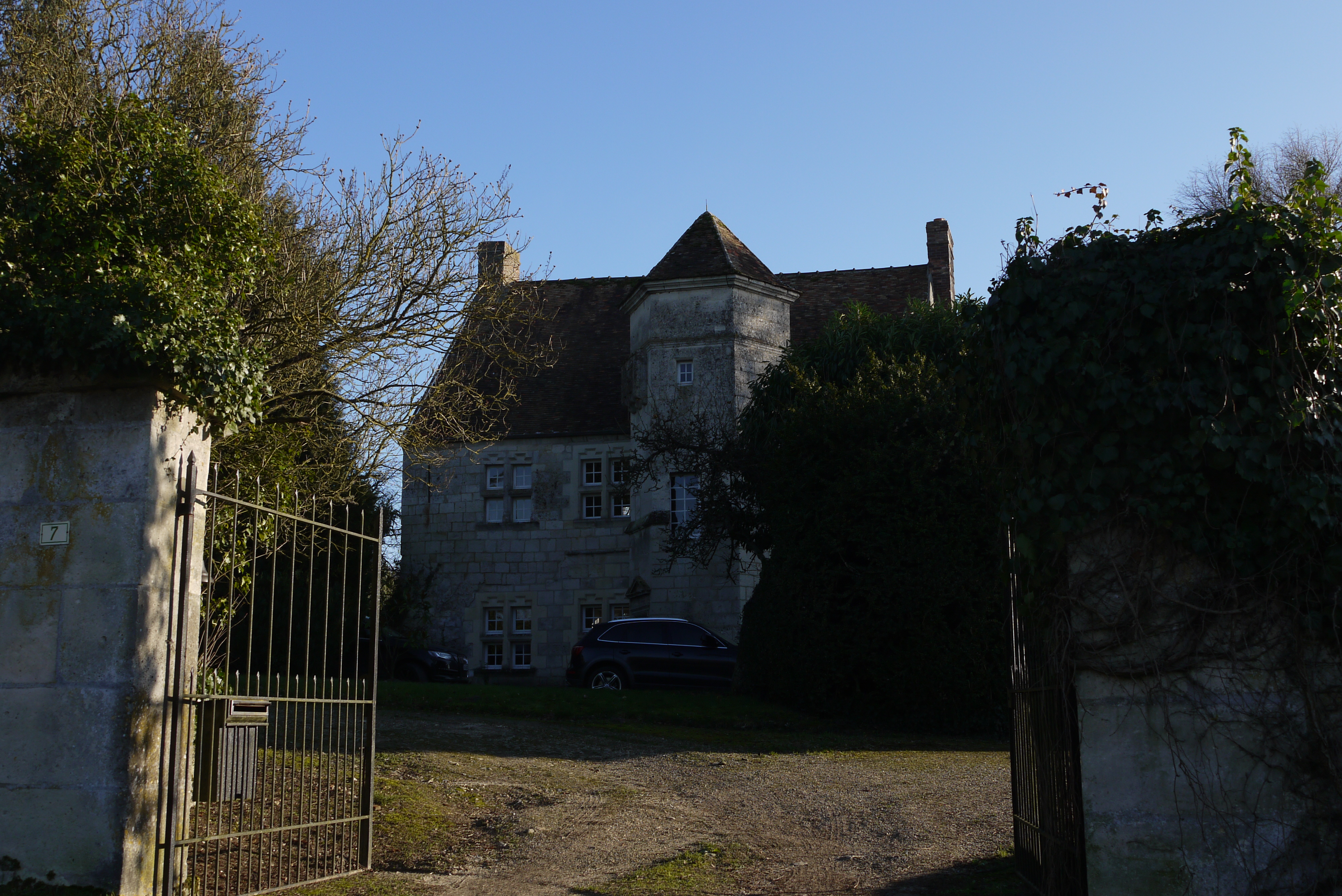
Herrenhaus